# Eruca vesicaria
Eruca vesicaria, llamada comúnmente arúgula, oruga, ruca, rúcula o roqueta, es una planta anual, silvestre o cultivada, comestible, de la familia Brassicaceae (brasicáceas). Es originaria de la región del Mediterráneo. Se encuentra en el centro y este de España, el resto del sur de Europa, norte de África y oeste de Asia.

## Descripción

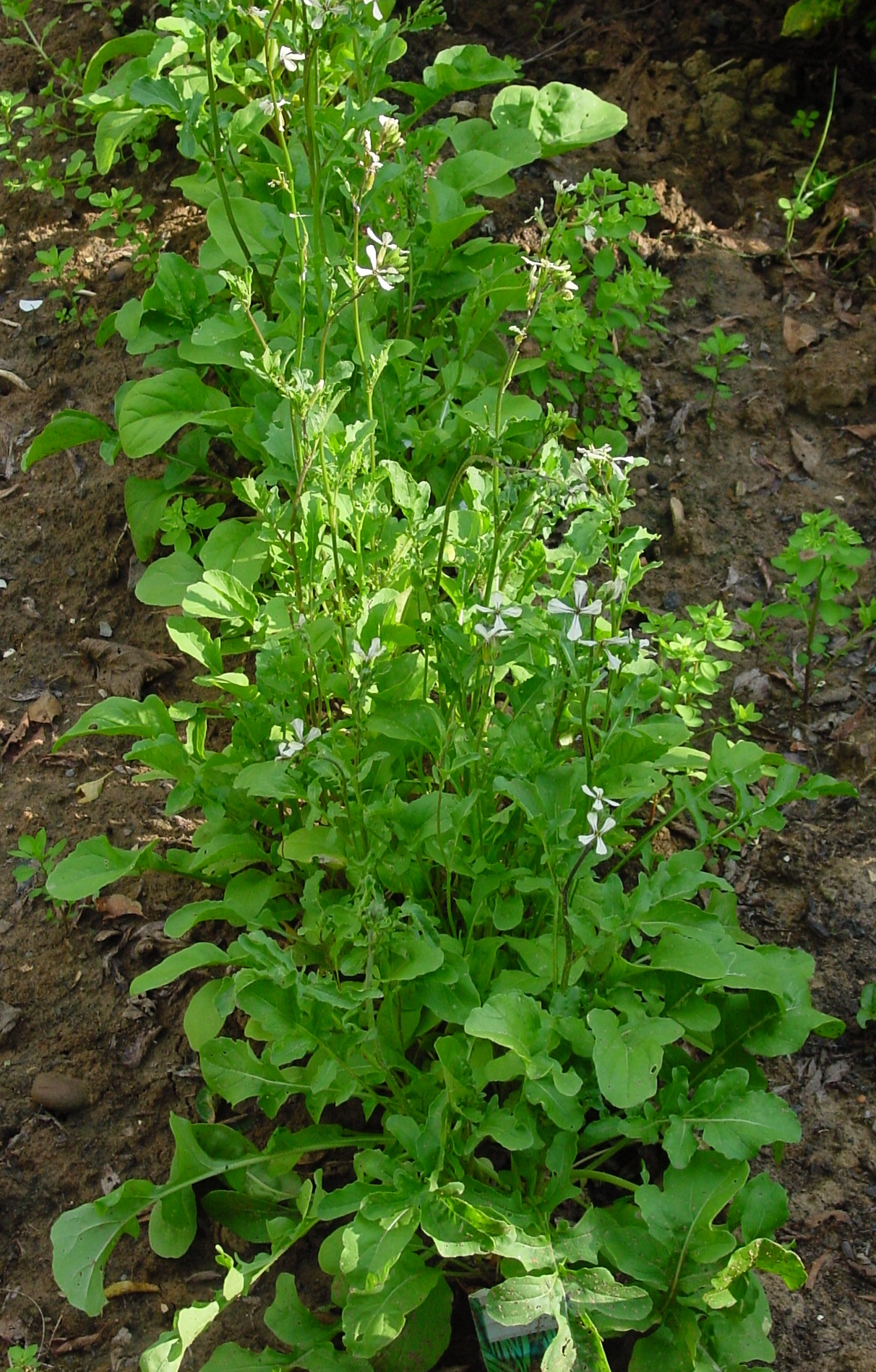
Eruca vesicaria sativa

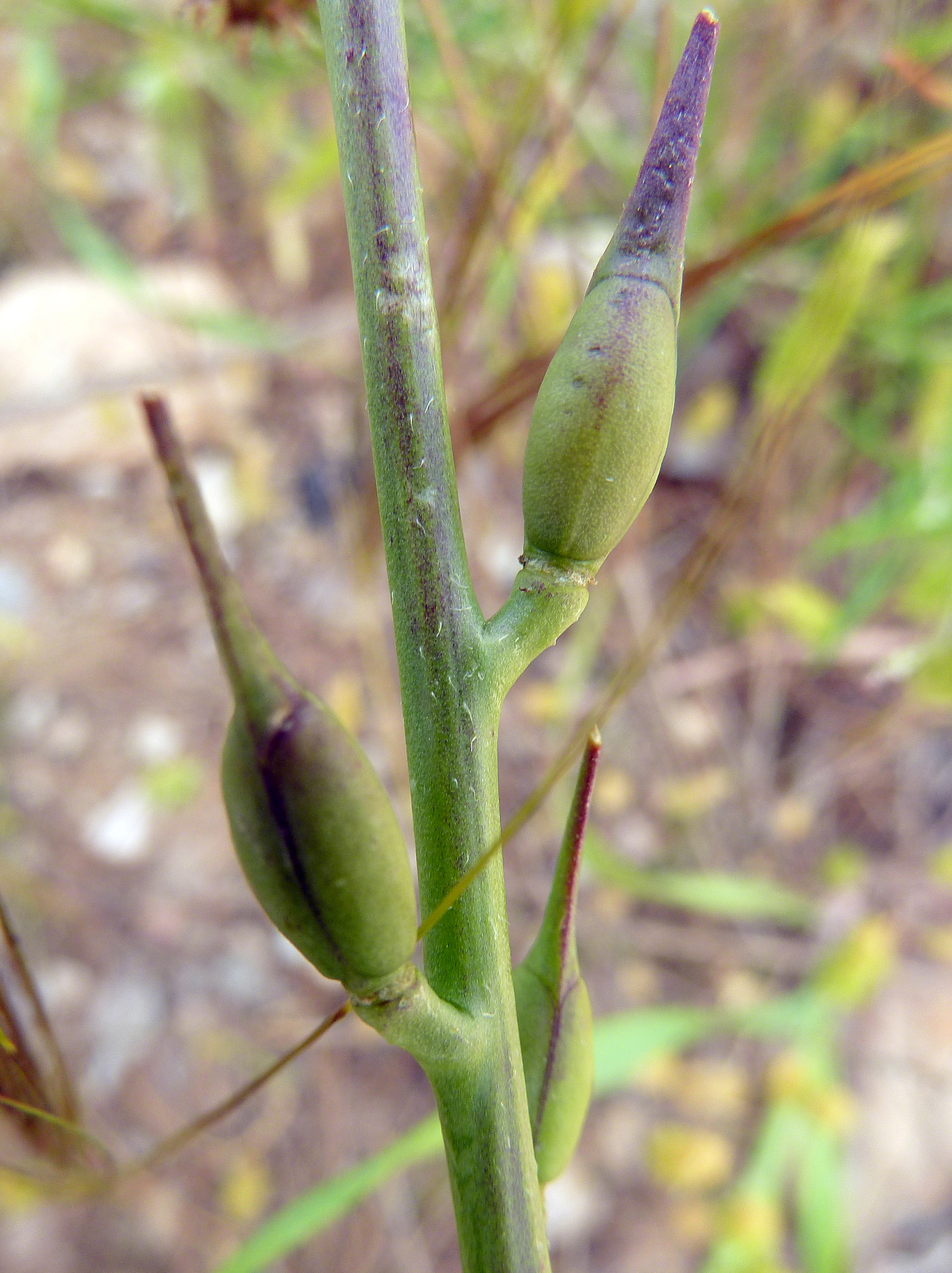
Eruca vesicaria - fructificación (silicuas)

Es una planta erguida, ramosa, de 20 a 100 cm de altura; las hojas jóvenes espatuladas se vuelven liradas y con el margen profundamente hendido. Las flores, tetrámeras, perfectas, se encuentran en racimos, la corola tiene cuatro pétalos en forma de cruz (crucíferas), de color blanco a amarillento, con venación violácea y frutos en silicuas cilíndricas. Florece en primavera o a finales del invierno.  

## Cultivo e historia

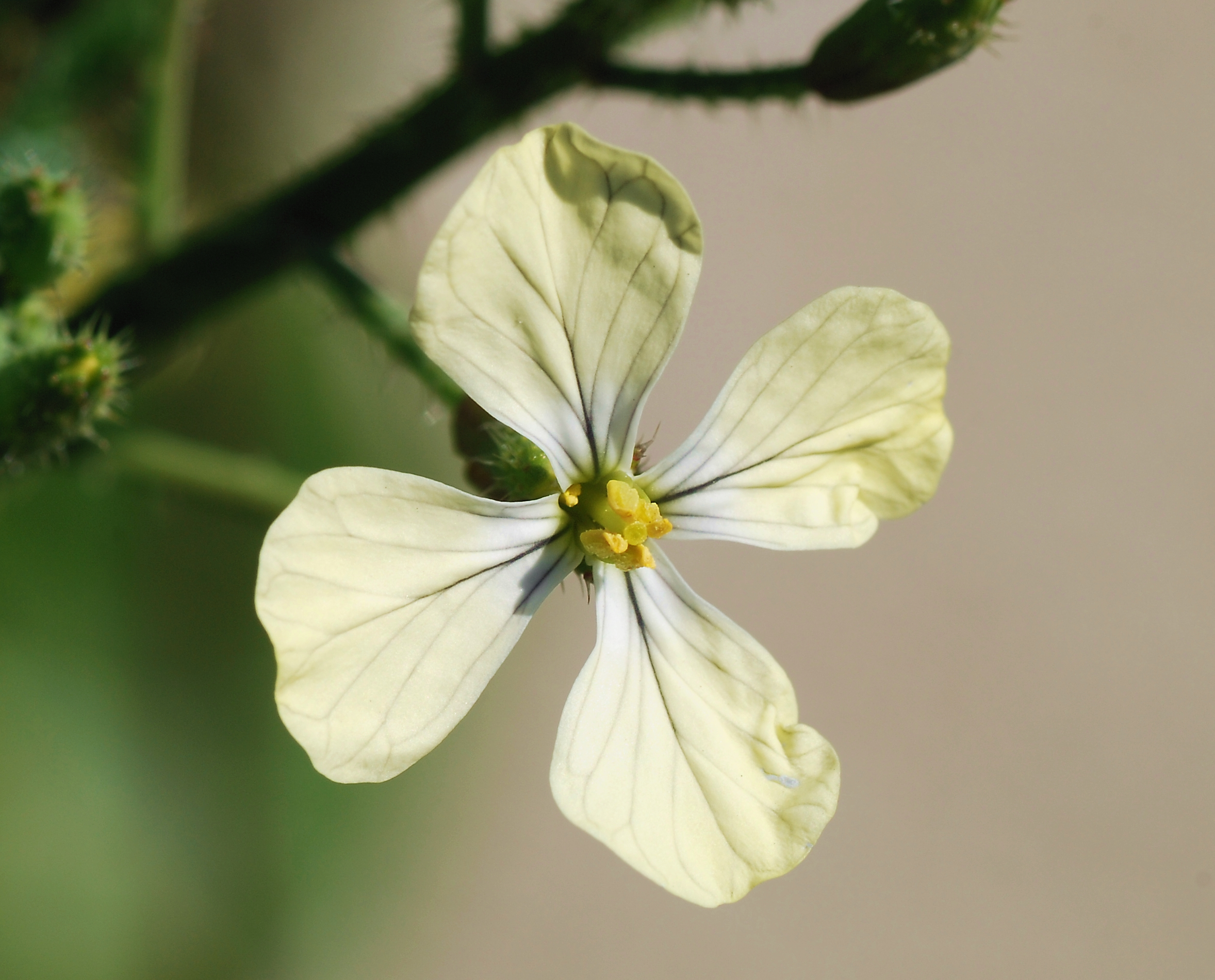
Flor de Eruca sativa

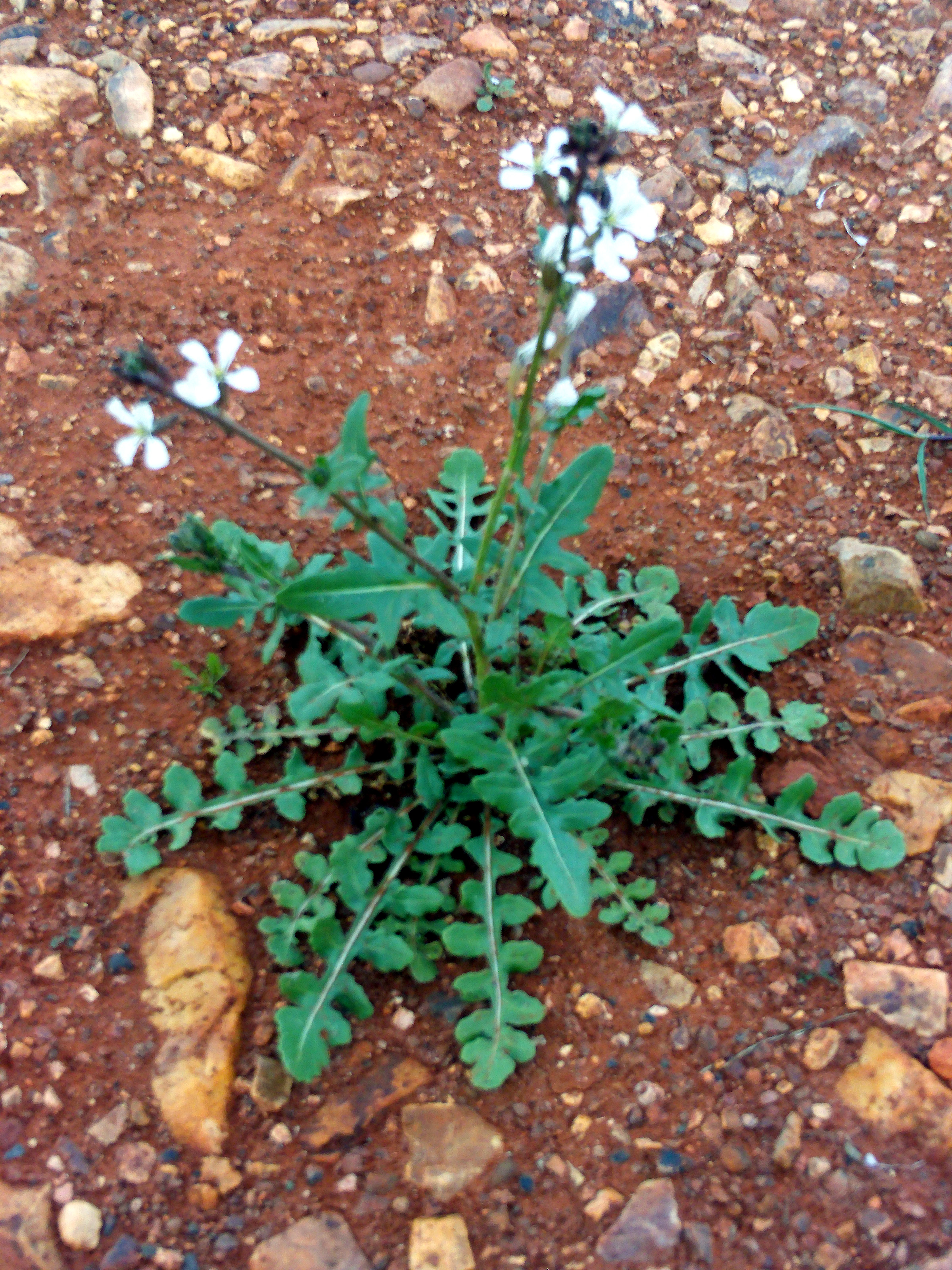
En su hábitat

Crece como una hierba comestible en el área mediterránea desde los tiempos del Imperio romano. Varios autores clásicos la consideran un afrodisíaco. Es mencionada en un largo poema atribuido a Virgilio, Moretum, que contiene la línea: et veneris revocans eruca morantuem (la rúcula excita el deseo sexual de la gente soñolienta). Algunos autores afirman que por esta razón, durante la Edad Media estaba prohibido cultivar rúcula en los monasterios. Fue incluida, sin embargo, en Capitulare de villis vel curtis imperii un decreto emitido por Carlomagno en el año 802 como una de las hierbas aromáticas aptas para el cultivo en los jardines. Gillian Reilly, autor del Oxford Companion to Italian Food, afirma que debido a su reputación como estimulante sexual era "prudentemente mixta con la lechuga, que era todo lo contrario" (es decir, que calma o incluso es soporífera). Reilly continúa "hoy en día la rúcula se disfruta inocentemente en ensaladas mixtas, a la que añade un sabor picante agradable".
La rúcula se recogía tradicionalmente en la naturaleza o cultivada en huertos familiares junto con hierbas como el perejil y la albahaca. Ahora se cultiva comercialmente en el Véneto y desde Iowa a Brasil y Argentina, y está disponible para la compra en supermercados y mercados de agricultores en todo el mundo. También se naturalizó como planta silvestre fuera de su área de distribución natural en las regiones templadas de todo el mundo, incluyendo el norte de Europa y América del Norte.
El cultivo de rúculas en condiciones de helada suave obstaculiza el crecimiento de la planta, así como torna las hojas de verdes a rojas.

## Taxonomía
Eruca vesicaria fue descrita por (L.) Cav. y publicado en Descripción de las Plantas 426–427. 1802.
Etimología
Eruca: nombre genérico del latín clásico utilizado por Columela, Plinio el Viejo, Horacio y Marcial. El The Jepson Manual dice "tal vez queme, de sabor picante," pero no conozco ninguna palabra similar a esta que podría ser una fuente de la derivación. Eruca es una palabra latina que significa 'oruga' también "oruga peluda 'ya que la planta puede tener suave tallos.
vesicaria: epíteto latíno que significa "como una vejiga"
Sinonimia
- Brassica eruca L.
- Brassica pinnatifida Desf.
- Brassica vesicaria L.
- Eruca cappadocica Boiss.
- Eruca grandiflora Cav.
- Eruca longirostris R. Uechtr.
- Eruca orthosepala (Lange) Lange
- Eruca pinnatifida (Desf.) Pomel
- Eruca sativa Garsault
- Eruca stenocarpa var. major Rouy
- Eruca sylvestris Bubani[14]
- Brassica erucoides Hornem.'
- Brassica lativalvis Boiss.
- Brassica turgida Pers.
- Brassica uechtritziana Janka
- Crucifera eruca E.H.L.Krause
- Eruca aurea Batt.
- Eruca deserti Pomel
- Eruca drepanensis Caruel	'
- Eruca eruca (L.) Britton
- Eruca foetida Moench
- Eruca glabrescens Jord.
- Eruca lanceolata Pomel
- Eruca latirostris Boiss.
- Eruca longistyla Pomel
- Eruca oleracea J.St.-Hil.
- Eruca permixta Jord.
- Eruca ruchetta Spach
- Eruca sativa Mill. clasificada por algunos como especie diferente, es considerada por otros como la subespecie E. vesicaria subsp. sativa Thell.
- Eruca stenocarpa Boiss. & Reut.
- Euzomum hispidum Link
- Euzomum sativum Link
- Euzomum vesicarium (L.) Link
- Raphanus eruca (L.) Crantz
- Raphanus vesicarius (L.) Crantz
- Sinapis eruca (L.) Vest
- Sinapis exotica DC.
- Velleruca longistyla Pomel
- Velleruca vesicaria (L.) Pomel[15]

## Nombre común
- Aballicos, alhuceña, aruga, arugua, berza alhuceña, eruca, eruga, hierba meona, jamargo, jamargo blanco, jamarguillo, jaramago, oruga, oruga blanca, oruga de barrancos, oruga pestosa, oruga roqueta, oruga vejigosa, pestosas, picograjo, rabaniza blanca, roqueta, ruca, rucas, ruqueta, tamarillas.[14]

## Usos
La rúcula es una verdura de hoja verde y picante, rica en vitamina C y potasio, que se asemeja a una lechuga larga de hoja ancha y abierta. Se consume cruda en ensaladas. Además de las hojas, las flores, vainas de semillas jóvenes y semillas maduras son comestibles. De las semillas se obtiene aceite comestible.
En Italia, desde la época romana, la arúgula cruda se agrega a las ensaladas.  A menudo se agrega a una pizza al final o justo después de hornear.  También se usa en la cocina en Apulia, en el sur de Italia, para preparar el plato de pasta cavatiéddi, "en el que se agregan grandes cantidades de rúcula picada gruesa a la pasta sazonada con una salsa de tomate casera reducida y queso de oveja". También se usa en  "muchas recetas sin pretensiones en las que se agrega, picado, a salsas y platos cocinados" o en una salsa (frita en aceite de oliva y ajo) como condimento para carnes frías y pescado. También se combina a menudo con patatas hervidas, se usa en una sopa. En toda Italia se usa como ensalada con tomates y con burrata, bocconcini, búfalo y queso mozzarella.  En Roma, la arúgula se usa en straccetti, un plato de finas rebanadas de carne con rúcula cruda y queso parmesano. 
En Ischia, una isla del Golfo de Nápoles, se hace con ella un licor digestivo dulce y picante llamado rucolino. Este licor se consume como digestivo,  en pequeñas cantidades después de una comida como el limoncello o la grappa. 
En Brasil y Argentina, donde su uso está muy extendido, la arúgula se come cruda en ensaladas.  Una combinación popular es la rúcula mezclada con queso mozzarella y tomates secados al sol. 
En Chipre, la planta se usa en ensaladas y tortillas.  Una tortilla con rúcula (griego rokka) es común en los restaurantes chipriotas.
En los países del Golfo Pérsico, la planta se usa cruda en las ensaladas mezcladas con otras verduras o sola.  En el este de Arabia Saudita se cree ampliamente que la planta tiene muchos beneficios para la salud y se recomienda para parejas de recién casados. 
En Egipto, la planta se come comúnmente cruda como guarnición con muchas comidas, con medames completos para el desayuno, y acompaña regularmente platos de mariscos locales. 
En Turquía, se come cruda como guarnición o ensalada con pescado, pero también se sirve con una salsa de aceite de oliva virgen extra y jugo de limón. 
En el oeste de Asia, Pakistán y el norte de la India, las semillas de Eruca se prensan para hacer aceite de taramira, que se usan para encurtir y (después del envejecimiento para eliminar la acidez) como ensalada o aceite de cocina.  La torta de semillas también se usa como alimento para animales.